# Richardson-Wühlmaus

Verbreitungsgebiet der Richardson-Wühlmaus

Die Richardson-Wühlmaus (Microtus richardsoni) ist ein im westlichen Nordamerika verbreitetes Nagetier in der Gattung der Feldmäuse. Die Art wurde zeitweilig aufgrund der an Wasserflächen gebundenen Lebensweise in die Gattung Schermäuse (Arvicola) eingeordnet, die ansonsten nur Arten in der Alten Welt hat. Als nächster Verwandter wird die Kiefernwühlmaus (Microtus pinetorum) vermutet. Das Typusexemplar stammt aus dem Bundesstaat Alberta in Kanada. Die Art ist nach dem schottischen Naturforscher John Richardson benannt.

## Merkmale
Dieses Nagetier erreicht eine Gesamtlänge von 198 bis 274 mm, inklusive eines 66 bis 98 mm langen Schwanzes. Männchen wogen im Jahr nach dem ersten Winter mit 72 bis 150 g etwas mehr als Weibchen, die 68 bis 140 g erreichten. Die Hinterfüße sind 25 bis 34 mm lang. Damit ist die Art in ihrem Gebiet nach der Bisamratte der zweitgrößte Vertreter der Unterfamilie Wühlmäuse. Typisch ist ein robuster Schädel. Auf der Oberseite kommt sepiafarbenes bis graubraunes Fell vor, dessen Haare oft schwarze Spitzen besitzen. Unterseits ist pflaumenfarbenes Fell vorhanden mit silberweißen Spitzen. Der graue Schwanz ist unterseits heller. Die Zahnformel lautet I 1/1, C 0/0, P 0/0, M 3/3, was 16 Zähne im Gebiss ergibt.

## Verbreitung
Die Art hat eine Population in den Coast Mountains sowie in der Kaskadenkette im kanadischen Bundesstaat British Columbia und in den US-amerikanischen Bundesstaaten Washington und Oregon. Eine weitere Population lebt weiter östlich in den Rocky Mountains von östlichen British Columbia und südwestlichen Alberta in Kanada bis nach Montana, östliches Washington, Wyoming, Idaho, östliches Oregon und Utah in den Vereinigten Staaten. Die Richardson-Wühlmaus hält sich gewöhnlich zwischen 910 und 3200 Meter Höhe auf und wurde einmal auf 183 Meter Höhe registriert. Sie lebt auf feuchten Bergwiesen und in Sümpfen.

## Lebensweise
Diese Wühlmaus baut ein Nest in der Uferböschung von Wasserläufen oder Teichen. Waldflächen und felsige Gebiete stellen für sie markante Hindernisse dar. Die Art ist vorwiegend nachtaktiv und legt etwa 5 bis 7 cm breite Trampelpfade an. Der unterirdische Bau besteht aus mehreren Tunneln, die im Winter bis in die Schneedecke reichen können. Im Schnee gibt es jedoch keine Ausgänge. Entlang von Bächen ist das Revier durchschnittlich 15 Meter lang und der seitliche Bewegungsradius liegt bei 5 bis 10 Metern. Das Territorium wird mit Kot, Urin und Absonderungen der Duftdrüsen markiert. Nach dem ersten Winter überlappen die Territorien von Weibchen nur in Ausnahmefällen. In der warmen Jahreszeit gibt es ein zusätzliches kuppelförmiges Nest aus Stängeln und Blättern von Quecken, Reitgräsern, Seggen oder Binsen, das einen Raum mit etwa 7 cm Durchmesser bildet.
Wie die Bisamratte hält sich die Richardson-Wühlmaus sehr oft im Wasser auf. Zur Nahrung zählen Gräser, Kräuter, Wurzeln und andere unterirdische Pflanzenteile, Samen von Nadelbäumen, junge Pflanzentriebe sowie Weiden. Dieses Nagetier teilt sein Territorium mit Rotzahnspitzmäusen, mit anderen Feldmäusen, mit der Nordamerikanischen Rötelmaus, der Westlichen Hüpfmaus, dem Gelbe Fichtenstreifenhörnchen und anderen Kleinsäugern. Die Art fällt nur gelegentlich Beutegreifern wie dem Hermelin, dem Fichtenmarder und vermutlich der Unterfamilie Accipitrinae (Habichtartige) zum Opfer.
Die Paarungszeit beginnt im Mai oder Anfang Juni, wenn die ersten grünen Pflanzen auftauchen. Weibchen im Labor waren mindestens 22 Tage trächtig. Bis August oder selten September kommen bis zu zwei Würfe pro Jahr vor. Nur ein Viertel der Jungtiere aus dem Frühjahr paart sich im Spätsommer. Die Anzahl der Neugeborenen pro Wurf liegt zwischen 2 und 10. Neugeborene wiegen etwa 5 g und sind nackt sowie blind. Die Schneidezähne erscheinen nach ungefähr 6 Tagen und die Augen öffnen sich nach etwa 12 Tagen. Die Jungtiere werden ungefähr 21 Tage gesäugt. Im Labor verweilten Jungtiere bis zu 35 Tage im Nest der Mutter. Männchen versuchten sich nach 60 Tagen erstmals zu paaren. Nur sehr wenige Exemplare überleben einen zweiten Winter.

## Gefährdung
Die Richardson-Wühlmaus wird von der IUCN aufgrund fehlender Bedrohungen und einer stabilen Gesamtpopulation als nicht gefährdet (least concern) gelistet. In einigen Jahren traten aufgrund günstiger Bedingungen Massenvermehrungen auf.